# Distrito Escolar Unificado de Inglewood

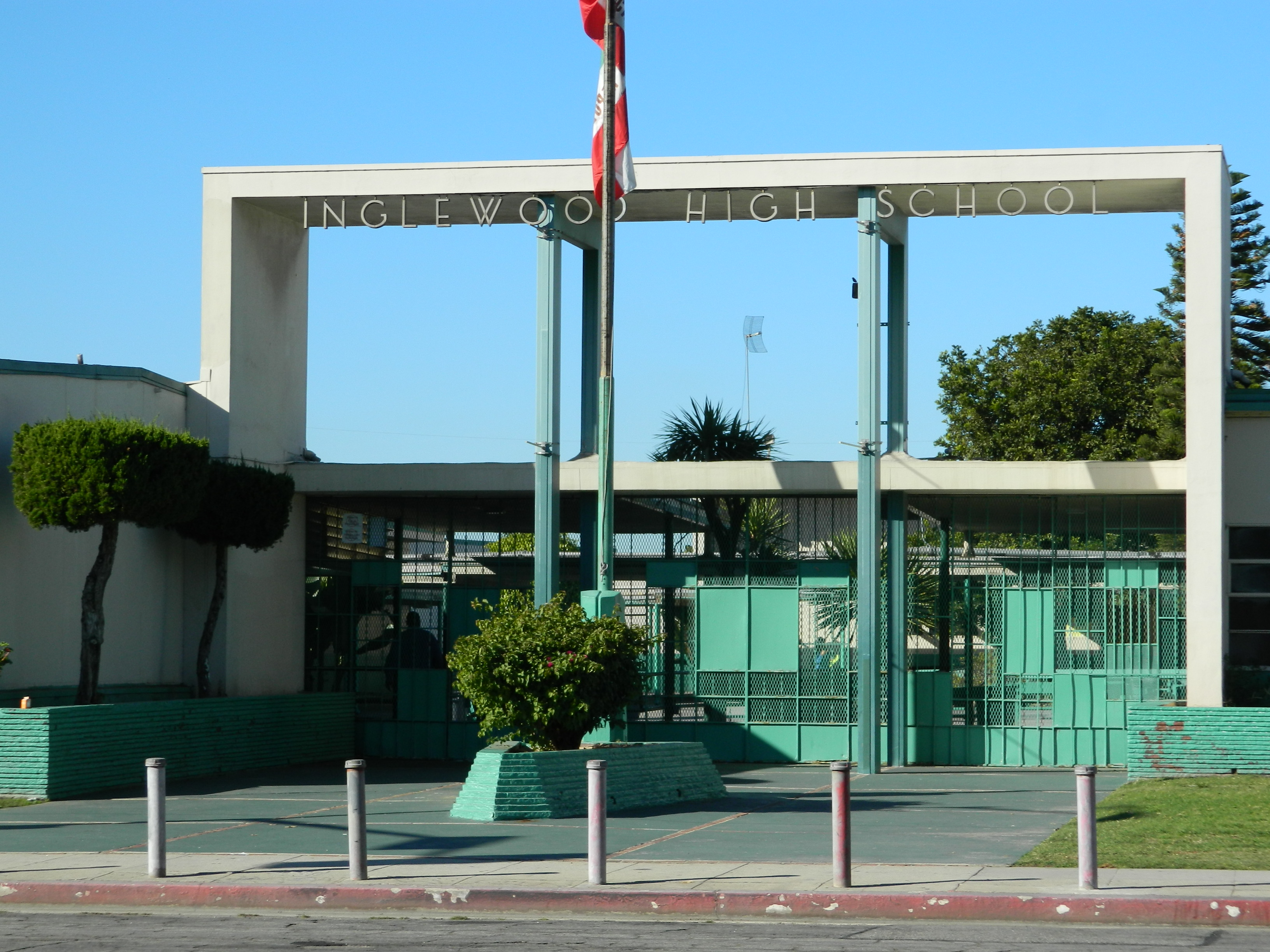
Escuela secundaria de Inglewood.

El Distrito Escolar Unificado de Inglewood (Inglewood Unified School District en inglés) es el distrito escolar en California, Estados Unidos. El distrito tiene escuelas en Inglewood y su sede en Inglewood.

## Escuelas

### Escuelas preparatorias
- Inglewood High School
- Morningside High School
- City Honors High School